# Sukodadi (Kabuh)
Sukodadi is een bestuurslaag in het regentschap Jombang van de provincie Oost-Java, Indonesië. Sukodadi telt 2727 inwoners (volkstelling 2010).